# Premio Pulitzer: Periodismo Local
El Premio Pulitzer por Periodismo Local se otorga a un ejemplo de "problemas importantes de interés local o estatal, que demuestren originalidad y conexión con la comunidad".  Este Premio Pulitzer se otorgó por primera vez en 1948. Como la mayoría de los Pulitzer, el ganador recibe un premio de 15.000 dólares.

## Ganadores

### Desde 1948 a 1952
- 1948: George E. Goodwin, Atlanta Journal.
- 1949: Malcolm Johnson, New York Sun.
- 1950: Meyer Berger, The New York Times.
- 1951: Edward S. Montgomery, San Francisco Examiner.
- 1952: George De Carvalho, San Francisco Chronicle.

### Desde 2007 al presente
- 2007: Debbie Cenziper, Miami Herald.
- 2008: David Umhoefer, Milwaukee Journal Sentinel.
- 2009: (dos ganadores) Detroit Free Press Equipo, Jim Schaefer y M.L. Elrick.
- 2009: (dos ganadores) Ryan Gabrielson y Paul Giblin de East Valley Tribune.
- 2010: Raquel Rutledge de Milwaukee Journal Sentinel.
- 2011: Frank Main, Mark Konkol, y John J. Kim de Chicago Sun-Times.
- 2012: Sara Ganim y el staff de The Patriot-News.[2]
- 2014: Will Hobson y Michael LaForgia de Tampa Bay Times.[3]
- 2015: Rob Kuznia, Rebecca Kimitch y Frank Suraci de Daily Breeze.[4]
- 2016: Michael LaForgia, Cara Fitzpatrick y Lisa Gartner de Tampa Bay Times.[5]
- 2017: Equipo Salt Lake Tribune.[6]
- 2018: Equipo de Cincinnati Enquirer.[7]
- 2019: Equipo de The Advocate, Baton Rouge, LA."[8]
- 2020: Equipo de The Baltimore Sun.[9]
- 2021: Kathleen McGrory y Neil Bedi de Tampa Bay Times.[10] Original series
- 2022: Madison Hopkins de Better Government Association y Cecilia Reyes de Chicago Tribune.[11]
- 2023: (dos ganadores) Anna Wolfe de Mississippi Today.[12]

- 2023: (dos ganadores) John Archibald, Ashley Remkus, Ramsey Archibald y Challen Stephens de Al.com.[13]

- 2024: Sarah Conway, City Bureau, y Trina Reynolds-Tyler, The Invisible Institute.[14]